# Коммунистическая рабочая партия (Дания)
Коммунистическая рабочая партия, КРП (дат. Kommunistisk Arbejderparti) — маоистская политическая партия в Дании в 1968—1994 годах; до 1976 года — Коммунистическая лига марксистов-ленинцев, КФМЛ (Kommunistisk Forbund Marxister-Leninister).

## История
15 сентября 1968 года на учредительной конференции с 30 активистов была учреждена КФМЛ. В 1970 году в Лиге вспыхнула идеологическая дискуссия о роли Сталина. Меньшинство критиковало организацию за то, что она не признавала Сталина революционером, равным Ленину и Мао. Произошел раскол, в результатае которого меньшинство вышло из Лиги.
В начале 1970-х годов в Дании происходит подъём сквоттерского движения, среди которого влиянием пользовались идеи маоизма. В 1972 году была учреждена Революционная марксистско-ленинская организация жителей (Den revolutionære Boligorganisation marxister-leninister, БОмл). БОмл и КФМЛ начали дискуссию, в результате которой БОмл заявила, что готова признать политическое руководство КФМЛ. Однако существовали серьёзные противоречия между «теоретической» КФМЛ и «активистской» БОмл, что привело к их разрыву. Активисты БОмл учредили затем Лигу марксистско-ленинского единства (Marxistisk-Leninistisk Enhedsforbund, МЛЕ). МЛЕ и КФМЛ имели практически одинаковые программы, и искали связи с иностранным маоистскими организациями, такими как норвежская Рабочая коммунистическая партия (марксистско-ленинская) и шведская Коммунистическая лига марксистов-ленинцев.
Однако соперничество между двумя организациями продолжалось. В 1974 году в МЛЕ произошел раскол, в результате которого из неё вышли около 50 % состава и присоединилось в КФМЛ. А в 1975 году МЛЕ вообще прекратила своё существование, и большая часть активистов также вошла в КФМЛ. Численность КФМЛ в то время составляла около 100 активистов по всей стране. Лига выступала против ЕЭС, активно работала в студенческом движении, а также в профсоюзном и женском движениях.
Одним из наиболее важных моментов в деятельности Лиги было участие в забастовке на верфи «Burmeister & Wain» в Копенгагене в 1975 году. После этого события профсоюзное и социал-демократическое руководство начало кампанию против «китайского крота» в лице КФМЛ. Кроме профсоюза на B&W, организация имела влияние в Союзе транспортных служащих (Trafikfunktionærernes Forbund), профсоюзе почтовых работников и учительских организациях.
С 1976 года центральный орган Лиги газета «Kommunist», учрежденная в 1968 году, стала выходить еженедельно под названием «Arbejderavisen». Лигой выпускался теоретический орган — «Kommunistisk Tidsskrift» («Коммунистический журнал»). Организация имела несколько сотен членов и региональные ячейки за пределами двух основных городов — Копенгагена и Орхуса.
В 1976 году Лига сменила своё название на Коммунистическую рабочую партию. На конец 1970-х годов приходится расцвет деятельности КРП. Она насчитывает в своих рядах около 1 000 активистов. На парламентских выборах 1979 года партия получила поддержку 13 000 избирателей (0,4 %).
Однако в 1980-е годы КРП приходит в состояние упадка. Отчасти это было связано с политическим развитием в самом Китае. Партия остается верной «идеям Мао Цзэдуна», но все более отходила от Китая и идеи «социализма в Дании». В 1980 году началась широкая внутренняя дискуссия, и в течение двух лет из партии вышло около половины её членов. Результаты парламентских выборов 1981 года были также неудачными для партии — за неё проголосовали около 4 000 человек (менее 0,1 %).
К 1989 году партия насчитывала не более сотни членов. Тогда же три политические организации — Коммунистическая партия, «Левые социалисты» и Социалистическая рабочая партия объединились в избирательную коалицию «Единый список — Красно-зелёная коалиция». КРП также пыталась вступить в коалицию, однако компартия голосовала против. С 1991 года активисты КРП вступали в коалицию в индивидуальном порядке. В партии тогда шла дискуссия о присоединении к красно-зеленым или существовании в качестве независимой организации. В 1991 году партия присоединяется к коалиции, а в 1994 году окончательно перестает существовать. Часть активистов создала сетевую организацию «Солидарная ассоциация 1994» («Solidaritetsforeningen af 1994»).